# Jim Sandlak
Jim Sandlak (né le 12 décembre 1966 à Kitchener, dans la province de l'Ontario, au Canada) est un joueur professionnel canadien de hockey sur glace qui évoluait au poste d'ailier droit.

## Biographie
Jim Sandlak est électionné par les Canucks de Vancouver en 4e position du repêchage d'entrée dans la LNH 1985. Capitaine de l'équipe du Canada lors du Championnat du monde junior 1986, il est élu meilleur attaquant du tournoi.
Pour sa première année professionnelle, Sandlak marque 15 buts est sélectionné dans l'équipe d'étoiles recrues. Il commence la saison 1987-88 avec le club école des Canucks, l'Express de Fredericton, dans la Ligue américaine de hockey (LAH). Rappelé par Vancouver, il marque 16 buts en seulement 49 matchs. Il marque 20 buts la saison suivante puis seulement 8 en 1989-1990 et 6 en 1990-1991.
Il connaît un regain de production en 1991-1992 et connaît sa meilleure saison depuis 1989. Jouant en grande partie avec Sergio Momesso et Cliff Ronning, il marque 16 buts et 24 aides pour un total de 40 points malgré une absence de près de 20 matchs en raison d'une blessure. Lors des séries éliminatoires, il marque 10 points en 13 matches, le meilleur total de sa carrière.
Lors de la saison 1992-1993, il est en proie à des problèmes de dos qui lui font rater 25 matchs ainsi que la plupart des séries éliminatoires et le limitent à seulement 10 buts. À l'issue de la saison, il rejoint les Whalers de Hartford pour finaliser une transaction ayant permis l'arrivée de Murray Craven à Vancouver. Au cours de ses deux saisons avec les Whalers, il souffre à nouveau de blessures et est limité à 40 matchs pour 8 points. Laissé libre, il revient à Vancouver pour la saison 1995-1996. Après un essai non concluant avec les Sabres de Buffalo, il se retire de la LNH et effectue une dernière saison professionnelle en Allemagne avec l'ERC Ingolstadt avant de prendre sa retraite.
Selon le magazine The Hockey News, il vit à London où il est propriétaire d'une entreprise d'aménagement paysager. Il entraîne également les jeunes joueurs des Knights de London. Il a deux fils, Carter et Patrick ; Carter joue au hockey avec les Bulls de Belleville.

## Statistiques
| Saison     | Équipe                  | Ligue         |     | Saison régulière | Saison régulière | Saison régulière | Saison régulière | Saison régulière |   | Séries éliminatoires | Séries éliminatoires | Séries éliminatoires | Séries éliminatoires | Séries éliminatoires |
| Saison     | Équipe                  | Ligue         | PJ  | B                | A                | Pts              | Pun              | PJ               | B | A                    | Pts                  | Pun                  |                      |                      |
| 1982-1983  | Ranger B's de Kitchener | ON-Jr.B       | 38  | 26               | 25               | 51               | 100              |                  |   |                      |                      |                      |                      |                      |
| 1982-1983  | Rangers de Kitchener    | LHO           | 1   | 0                | 0                | 0                | 0                |                  |   |                      |                      |                      |                      |                      |
| 1983-1984  | Knights de London       | OHL           | 68  | 23               | 18               | 41               | 143              | 8                | 1 | 11                   | 12                   | 13                   |                      |                      |
| 1984-1985  | Knights de London       | OHL           | 58  | 40               | 24               | 64               | 128              | 8                | 3 | 2                    | 5                    | 14                   |                      |                      |
| 1985-1986  | Canucks de Vancouver    | LNH           | 23  | 1                | 3                | 4                | 10               | 3                | 0 | 1                    | 1                    | 0                    |                      |                      |
| 1985-1986  | Knights de London       | OHL           | 16  | 8                | 14               | 22               | 38               | 5                | 2 | 3                    | 5                    | 24                   |                      |                      |
| 1986-1987  | Canucks de Vancouver    | LNH           | 78  | 15               | 21               | 36               | 66               |                  |   |                      |                      |                      |                      |                      |
| 1987-1988  | Canucks de Vancouver    | LNH           | 49  | 16               | 15               | 31               | 81               |                  |   |                      |                      |                      |                      |                      |
| 1987-1988  | Express de Fredericton  | LAH           | 24  | 10               | 15               | 25               | 47               |                  |   |                      |                      |                      |                      |                      |
| 1988-1989  | Canucks de Vancouver    | LNH           | 72  | 20               | 20               | 40               | 99               | 6                | 1 | 1                    | 2                    | 2                    |                      |                      |
| 1989-1990  | Canucks de Vancouver    | LNH           | 70  | 15               | 8                | 23               | 104              |                  |   |                      |                      |                      |                      |                      |
| 1990-1991  | Canucks de Vancouver    | LNH           | 59  | 7                | 6                | 13               | 125              |                  |   |                      |                      |                      |                      |                      |
| 1991-1992  | Canucks de Vancouver    | LNH           | 66  | 16               | 24               | 40               | 176              | 13               | 4 | 6                    | 10                   | 22                   |                      |                      |
| 1992-1993  | Canucks de Vancouver    | LNH           | 59  | 10               | 18               | 28               | 122              | 6                | 2 | 2                    | 4                    | 4                    |                      |                      |
| 1993-1994  | Whalers de Hartford     | LNH           | 27  | 6                | 2                | 8                | 32               |                  |   |                      |                      |                      |                      |                      |
| 1994-1995  | Whalers de Hartford     | LNH           | 13  | 0                | 0                | 0                | 0                |                  |   |                      |                      |                      |                      |                      |
| 1995-1996  | Canucks de Vancouver    | LNH           | 33  | 4                | 2                | 6                | 6                | 5                | 0 | 0                    | 0                    | 2                    |                      |                      |
| 1995-1996  | Crunch de Syracuse      | LAH           | 12  | 6                | 1                | 7                | 16               |                  |   |                      |                      |                      |                      |                      |
| 1996-1997  | Vipers de Détroit       | LIH           |     |                  |                  |                  |                  |                  |   |                      |                      |                      |                      |                      |
| 1997-1998  | ERC Ingolstadt          | 2. Bundesliga | 18  | 6                | 9                | 15               | 85               | 3                | 0 | 1                    | 1                    | 2                    |                      |                      |
| Totaux LNH | Totaux LNH              | Totaux LNH    | 549 | 110              | 119              | 229              | 821              | 33               | 7 | 10                   | 17                   | 30                   |                      |                      |

| Année | Compétition                 |   | PJ | B | A  | Pts | Pun               |  | Résultats |
| 1985  | Championnat du monde junior | 5 | 1  | 0 | 1  | 6   | Médaille d'or     |  |           |
| 1986  | Championnat du monde junior | 7 | 5  | 7 | 12 | 16  | Médaille d'argent |  |           |